# Фиджи на летних Паралимпийских играх 2012
Фиджи на летних Паралимпийских играх 2012 были представлены одним спортсменом, соревновавшимся в прыжках в высоту. По итогам Игр фиджийский атлет завоевал золотую медаль, которая стала первой медалью Фиджи за всю историю участия на Паралимпийских играх.

## Медалисты
| Золото |               |                                                           |                 |
| №      | Спортсмены    | Вид спорта (дисциплина)                                   | Дата            |
| 1      | Илиеза Делана | Лёгкая атлетика, прыжки в высоту, категория F42 (мужчины) | 3 сентября 2012 |

## Результаты соревнований

### Лёгкая атлетика
| Спортсмен     | Дисциплина                             | Результат | Место |
| ------------- | -------------------------------------- | --------- | ----- |
| Илиеза Делана | Мужчины, прыжки в длину, категория F42 | 1.74 OR   | 1     |